# L.A. Candy
L.A. Candy is een roman geschreven door Lauren Conrad en is gepubliceerd in juni 2009 bij de Amerikaanse uitgever HarperTeen. In het Nederlands worden de boeken uitgegeven door Blossom Books. Het boek is deel één van een driedelige serie.
L.A. Candy heeft 7 weken lang in de New York Times Bestseller List gestaan.
Het vervolg ervan heet Sweet Little Lies.

## Verhaal
Het boek gaat over de negentienjarige Jane Roberts. Ze verhuist samen met haar beste vriendin Scarlett van Santa Barbara naar Los Angeles. Wanneer ze worden benaderd door een producer, Trevor Lord, die hun vraagt of ze in zijn nieuwe realityprogramma (L.A. Candy) willen, kunnen ze hun geluk niet op. Al gauw is Jane een bekende tv-ster. Beroemdheid brengt haar meer dan ze ooit had kunnen dromen: gratis kleding, de allerbeste tafels in de meest exclusieve clubs, uitnodigingen voor Hollywood-premières. Ze krijgt nieuwe vrienden die altijd wel in zijn voor een wilde nacht en ook voor een stukje van Jane's spotlight. In een stad gevuld met mensen die achter hun dromen aan gaan is het niet lang voor Jane wakker wordt en beseft dat iedereen iets van haar wil, en dat niets is wat het lijkt.

## Personages
| Naam            | Opmerking                                                                                                  |
| --------------- | --- |
| Jane Roberts    | Werkt bij Fiona Chen Events en speelt in de realityshow L.A. Candy.                                        |
| Scarlett Harp   | De beste vriendin van Jane, zit op het U.S.C. (University of Southern California) en speelt in L.A. Candy. |
| Madison Parker  | Speelt in L.A. Candy. Wil graag de belangrijkste rol en de beroemdheid, daar doet ze ook alles voor.       |
| Gaby            | Speelt in L.A. Candy. Ze is goed bevriend met Madison.                                                     |
| Trevor Lord     | De bedenker van de tv-serie L.A. Candy.                                                                    |
| Brad            | Een vriend van Jane, waar ze verliefd op is en later een relatie mee krijgt                                |
| Jesse Edwardsen | Beste vriend van Brad, later een relatie met Jane .                                                        |
| Hannah          | Een collega van Jane bij Fiona Chen Events.                                                                |
| Fiona Chen      | De baas van Fiona Chen Events.                                                                             |
| Diego           | Een goede vriend van Jane en Scarlett, hij werkt bij tijdschrift Gossip.                                   |
| Veronica Bliss  | De baas van Diego.                                                                                         |
| Dana            | Een van de producers van L.A. Candy.                                                                       |
| Willow          | Relatie met Brad.                                                                                          |
| Caleb           | Ex-vriendje van Jane.                                                                                      |